# Нотоуа
Нотоуа (кириб. Nootoue, ранее англ. Eretiboou) — остров, являющийся частью атолла Тарава, архипелага Гилберта, Республика Кирибати. На территории острова расположено два населённых пункта: деревни Ноото и Таборио. Административно остров Нотоуа и деревни на нём относятся к муниципалитету Северная Тарава, Республика Кирибати.

## География
Площадь острова 1,13 км².
На острове в 2013 году была создана охраняемая территория Ramsar Site project. Целью создания было сохранение уникальных мангровых водно-болотных угодий. Однако проект сохранения угодий Рамсар не получил поддержки со стороны деревенской общины острова.
| Показатель                     | Янв. | Фев. | Март | Апр. | Май  | Июнь | Июль | Авг. | Сен. | Окт. | Нояб. | Дек. | Год  |
| ------------------------------ | ---- | ---- | ---- | ---- | ---- | ---- | ---- | ---- | ---- | ---- | ----- | ---- | ---- |
| Средний суточный максимум, °C  | 31,1 | 31,2 | 31,3 | 31,4 | 31,4 | 31,5 | 31,6 | 31,6 | 31,4 | 31,8 | 31,7  | 31,5 | 31,5 |
| Средний суточный минимум, °C   | 24,5 | 25,0 | 25,3 | 25,4 | 25,7 | 25,5 | 25,6 | 25,7 | 25,7 | 25,5 | 25,4  | 25,1 | 25,4 |
| Норма осадков, мм              | 272  | 201  | 188  | 183  | 163  | 137  | 157  | 122  | 89   | 89   | 102   | 203  | 1905 |
| Источник: World Weather Online |      |      |      |      |      |      |      |      |      |      |       |      |      |

## История
В 1955 году на северной окраине Ноото был открыт Колледж Непорочного Сердца (англ. Immaculate Heart College) — средняя школа, которая даёт полное среднее образование. Изначально школа создавалась для детей из католических семей. С момента образования это было второе по уровню и престижности учебное заведение после школы короля Георга V и Элейн Берначи (англ. King George V and Elaine Bernachhi High School). Постепенно вокруг школы образовался населённый пункт Таборио, который часто включается в состав Ноото.